# Spread spectrum
Lo spread-spectrum (in italiano spettro espanso) indica una tecnica di trasmissione in cui il segnale informativo viene trasmesso su una banda di frequenze che è considerevolmente più ampia di quella effettivamente necessaria alla trasmissione dell'informazione contenuta nel segnale originario stesso (v. trasmissioni in banda larga). Questo effetto è ottenuto per mezzo di un sottosistema in trasmissione detto spreader.

## Storia
L'espansione di spettro mediante il salto di frequenza (Frequency-hopping spread spectrum) è stata inventata nel giugno 1901 da Nikola Tesla nei brevetti USA 723,188  e 725,605  registrati nel marzo 1903. A Tesla venne l'idea nel 1898 dopo aver presentato il primo sommergibile al mondo radiocomandato quando fu chiaro che i segnali radio che controllavano il battello non dovevano essere "disturbati, intercettati o messi in interferenza in qualsiasi modo." Nel 1942 l'attrice Hedy Lamarr e il musicista George Antheil riproposero il concetto in altro modo (brevetto USA N. 2.292.387). Ispirandosi alle pianole meccaniche a rullo, i due proponevano di utilizzare un rullo di carta con cui sincronizzare i salti di frequenza del trasmettitore e del ricevitore.

## Descrizione

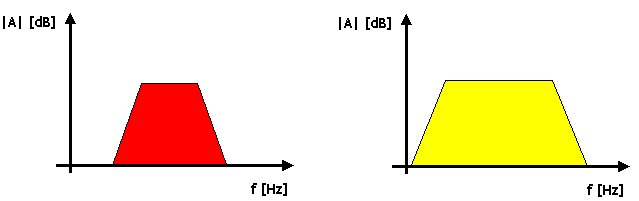
L'energia associata ad un segnale aumenta se, a parità di modulo aumentiamo l'occupazione in banda del segnale.

Essenzialmente l'espansione di spettro si basa sulla relazione esistente tra la banda di un segnale, il suo modulo e il suo contenuto energetico.
Nei grafici si osserva come l'energia associata ad un segnale, le due aree colorate, aumenti se si aumenta l'occupazione in banda del segnale a parità di modulo.
Lo scopo principale è migliorare il rapporto segnale/rumore eliminando il maggior numero di interferenze e consentendo l'utilizzo contemporaneo della stessa gamma di frequenze a più utenti (miglioramento di efficienza spettrale); uno scopo secondario è mimetizzare il segnale radio trasmesso abbassandone la potenza specifica e portandolo quindi a confondersi con il rumore radio di fondo in modo da sfuggire al rilevamento da parte delle stazioni di intercettazione radio.
Fondamentale per l'utilizzo delle tecnologie a espansione di spettro utilizzate nella telefonia mobile (CDMA, TDMA) è l'algoritmo di Viterbi, che consente di ricostruire l'informazione a partire da un segnale che si presenta molto simile a rumore bianco.

## Applicazioni
Il salto di frequenza (FHSS), il sequenziamento diretto (DSSS), l'utilizzo di rumore pseudocasuale, il time scrambling e il chipping sono tutte tecniche a diffusione di spettro, così come la loro combinazione. La Ultra Wide Band o UWB (trasmissione a banda ultralarga) è un'altra tecnica per raggiungere lo stesso scopo, basata però sulla trasmissione di impulsi di brevissima durata.
Tecniche di espansione di spettro, come i già citati DSSS e FHSS, sono implementate nello standard IEEE 802.11 per l'utilizzo nelle reti wireless (WLAN).